# Marefy
Marefy (dříve též Marhefy nebo Marhéfy, německy Marhöf) jsou vesnice, část města Bučovice v okrese Vyškov. Leží 2,5 km západně od Bučovic v údolí na levém břehu Litavy, v nadmořské výšce 216 m n. m.

## Název
Osada se zprvu jmenovala Meierhof ("dvůr, velkostatek"). Zkrácením vznikl tvar Marhof a z něj (nedoložené) české Marhofy. Samohláska -e- ve druhé slabice českého jména byla převzata z německé zdrobněliny Marhöffen či Marhöfel. Německé i české jméno se pak dočkaly dalšího zkrácení na Marhöf a Marefy.

## Historie
První zmínka pochází již z roku 1250, kdy byl založen na místě zdejší školy panský dvůr. Další zmínka je z roku 1379, kdy Jan Kropáč z Holštejna vkládá podsedek v Marefích Ondřeji z Nechvalína. Tím se ves dostala k panství Bučovickému.

### Spolky
- Hasičský sbor od roku 1895
- Sokol Marefy od roku 1920

## Současnost
V roce 2018 byl opraven objekt se zvonicí, který slouží také jako knihovna. Plocha knihovny se zvětšila na dvojnásobek, v budově vznikl také prostor pro aktivity spolků s kuchyňkou a sociálním zázemím.

## Obyvatelstvo

### Struktura
Vývoj počtu obyvatel za celou obec i za jeho jednotlivé části uvádí tabulka níže, ve které se zobrazuje i příslušnost jednotlivých částí k obci či následné odtržení.
| Místní části   | Místní části | 1869 | 1880 | 1890 | 1900 | 1910 | 1921 | 1930 | 1950 | 1961 | 1970 | 1980 | 1991 | 2001 | 2011 |
| -------------- | ------------ | ---- | ---- | ---- | ---- | ---- | ---- | ---- | ---- | ---- | ---- | ---- | ---- | ---- | ---- |
| Počet obyvatel | část Marefy  | 418  | 382  | 392  | 396  | 429  | 501  | 522  | 445  | 444  | 412  | 379  | 317  | 331  | 357  |
| Počet domů     | část Marefy  | 76   | 78   | 82   | 86   | 92   | 93   | 106  | 123  | 119  | 117  | 116  | 123  | 129  | 134  |

## Ochrana přírody
V katastru vesnice se nacházejí chráněné území a evropsky významné lokality Člupy a Šévy.